# The Pioneer Scout
The Pioneer Scout is een Amerikaanse western uit 1928 onder regie van Lloyd Ingraham en Alfred L. Werker. Destijds werd de film in Nederland uitgebracht onder de titel De ijzeren klauw.

## Verhaal
De pionier Fred begeleidt een karavaan met kolonisten door de Mojavewoestijn. In het stadje Last Chance krijgt hij het aan de stok met caféhouder Handy Anderson, die aanvallen van indianen heeft uitgelokt. Fred wordt tijdens de tocht ook verliefd op Mary Baxter.

## Rolverdeling

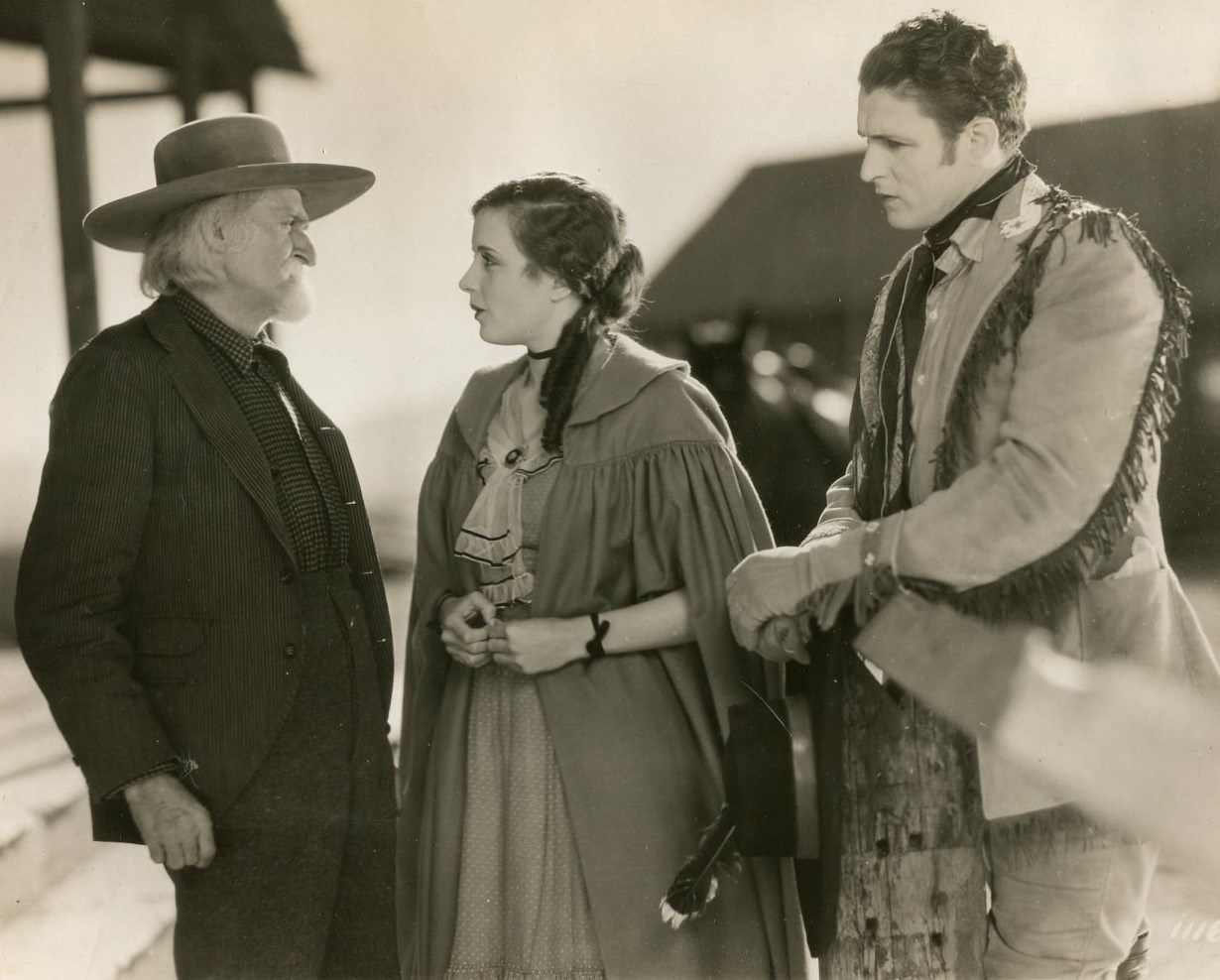
Van links naar rechts: William Courtright, Nora Lane & Fred Thomson in The Pioneer Scout

| Acteur             | Personage      |
| ------------------ | -------------- |
| Fred Thomson       | Fred           |
| Nora Lane          | Mary Baxter    |
| William Courtright | Bill           |
| Tom Wilson         | Handy Anderson |